# Charles Bolden
Charles Frank Bolden (født 19. august 1946) er en tidligere NASA-astronaut som har fløjet fire rumfærgemissioner. Udover sin astronaut karriere er han en erfaren pilot og har militær baggrund, Bolden har desuden haft forskellige poster i administrationen hos NASA.
Den 17. juli 2009 blev han udnævnt til stillingen som NASA-administrator efter Michael Griffin.

## Vietnamkrigen
Fra juni 1972 til juni 1973 fløj han over 100 missioner over Nord-, Sydvietnam, Laos og Cambodja i en Grumman A-6 Intruder fra Nam Phong-basen i Thailand som sekondløjtnant i det amerikanske marinekorps.

## Rumfærgemissioner
Charles Bolden blev udvalgt som astronaut i 1980. På de to første rumfærgeflyvninger var han pilot, på de to sidste var han kaptajn.
- STS-61C Columbia, 1986, kommunikationssatellitten Satcom Ku-1 i kredsløb, med om bord var Bill Nelson medlem af Repræsentanternes Hus.
- STS-31 Discovery, 1990, Hubble-teleskopet i kredsløb.
- STS-45 Atlantis, 1992, Spacelab-mission.
- STS-60 Discovery, 1994, afprøvning af Wake Shield Facility, første flyvning med en kosmonaut med rumfærgen.

## NASA administrator
Præsident Barack Obama indstillede Charles Bolden til USAs Kongres som NASA's administrator. Som assisterende administrator er Lori Garver udnævnt, begge blev udnævnt d. 17. juli 2009.
NASA skal i de kommende år udvikle Orion-fartøjerne, der skal sende mennesker til Månen og evt. Mars. Det er dog ikke sikkert at Obama fortsætter i Bush-regeringens spor mht. NASA.
Bolden var i 2002 assisterende administrator til Sean O'Keefe, begge udvalgt af George W. Bush.